# Električni generator
Generatori su električni strojevi koji mehaničku energiju pretvaraju u električnu energiju. Najzastupljenija je izvedba generatora kao rotacijskog stroja, koji se sastoji od nepokretnog vanjskog dijela (statora) unutar kojeg se nalazi okretni dio (rotor) koji se okreće vanjskim pogonskim strojem.
Prema vrsti električne struje koju proizvode mogu biti istosmjerni (koji proizvode istosmjernu električnu struju) i izmjenični (koji proizvode izmjeničnu električnu struju).
Izmjenični generatori se dodatno dijele na asinkrone i sinkrone, te također na jednofazne i višefazne izmjenične generatore.
Postoje i elektrostatski generatori (na primjer Van de Graaffov generator ili Wimshurstov dinamo stroj) koje ovaj članak detaljnije ne opisuje.

## Osnovni dijelovi
Jednostavni generator se sastoji od izvora magnetskog polja (magneta ili elektromagneta), te vodiča koji se kreće kroz to magnetsko polje tako da siječe silnice magnetskog polja. Pri tome se u vodiču inducira elektromotorna sila (napon), koja je razmjerna gustoći magnetskog polja (tj. magnetskoj indukciji) i brzini vodiča, a ovisna je i o kutu po kojim vodič siječe magnetske silnice. Kako bi se postigli veći inducirani naponi umjesto pojedinačnog vodiča se koristi zavojnica, dakle niz serijski spojenih vodiča koji se vrte kroz nejednoliko magnetsko polje.

## Istosmjerni generator
Istosmjerni generator je najstarija izvedba rotacijskog električnog generatora. Kod njega je stator izvor magnetskog polja, dakle u statoru se nalazi magnet ili elektromagnet, dok se na rotoru nalazi zavojnica koja se vrti i u kojoj se inducira električni napon.
Gledano iz perspektive zavojnice, ona naizmjence siječe silnice pred svakim polom magneta, dakle u njoj se inducira izmjenični napon. Stoga se njeni krajevi ne spajaju izravno na trošilo, već se spajaju na komutator, što je niz međusobno izoliranih isječaka prstena od vodljivog materijala (obično bakrene slitine, čime se želi postići mali električni otpor uz veću otpornost na mehaničko habanje).
Priključci generatora su spojeni na četkice, što su kontakti pritisnuti na komutator.
Svaka pojedina četkica stoga nije trajno spojena na pojedini izvod zavojnice rotora, već se vrtnjom rotora stalno prespaja čime se na priključku dobiva istosmjerni, iako pulsirajući napon.
Za smanjenje pulsiranja se obično na rotoru niže nekoliko zavojnica, svaka je spojena na dva nasuprotna isječka komutatora. Stoga se komutator sastoji od dva puta više isječaka nego što ima zavojnica.
Komutator je ujedno najveća mana istosmjernog generatora, jer je na njemu stalno prisutno iskrenje, koje uz mehaničko trljanje, čini komutator potrošnim dijelom generatora, te ujedno mjestom električnih gubitaka. Upravo to iskrenje i gubici na komutatoru su navodno bili nadahnuće Nikoli Tesli da stvori bolji i učinkovitiji stroj, što ga je u konačnici dovelo do konstrukcije izmjeničnog generatora, te višefaznog sustava.

## Izmjenični generator
Izmjenični generator u rotoru ima izvor magnetskog polja, dok su na statoru zavojnice u kojima se inducira električni napon. Izvodi zavojnica na statoru su ujedno izvodi generatora, i kako rotor naizmjence prelazi suprotnim magnetskim polovima preko zavojnica, u njima se inducira izmjenični napon.
Ako stator ima samo jednu zavojnicu, tada se radi o jednofaznom generatoru. Obično se zapravo radi o dvije zavojnice nasuprotno smještene, čije se osi poklapaju, i koje su zajedno spojene (bilo paralelno ili serijski), No i dalje taj par zavojnica ima dva izvoda, i možemo ga gledati kao jednu jedinstvenu zavojnicu. Dva izvoda ujedno znače i da se radi o jednofaznom generatoru.
Ako se na stator naniže nekoliko takvih zavojnica odnosno pari zavojnica, tada se radi o višefaznom generatoru, koji stoga proizvodi niz vremenski pomaknutih izmjeničnih napona. Taj vremenski pomak se naziva i fazni pomak, stoga se svaki od tih proizvedenih napona naziva i faza. Velika prednost višefaznih generatora jest da svaka faza proizvodi jednako energije, iako se u generator uložio samo dodatni par zavojnica (i njihovih željeznih jezgri i popratnih dijelova), ali su svi ostali dijelovi generatora ostali isti. Dakle višefazni generator u usporedbi s jednofaznim generatorom iste snage je manji, lakši, i ima manju cijenu uloženog materijala.
Izvor magnetskog polja u rotoru može biti stalni magnet, elektromagnet, ili kavezni rotor.
Sinkroni generator je onaj u kojem je rotor stalni magnet ili elektromagnet. Naziva se sinkronim, jer svaki pojedini okret rotora izaziva uvijek isti i cjelobrojni broj perioda induciranog napona, dakle inducirani napon se sinkrono mijenja sukladno zakretanju osovine rotora. Manji generatori obično imaju stalni magnet u rotoru, jer je to jednostavno i jeftino za proizvesti (npr. generator na biciklu). No kako stalni magneti proizvode magnetsko polje ograničene gustoće, u velikim generatorima se u rotor ugrađuje elektromagnet, kojeg jasno treba napajati strujom, pa su stoga njegovi izvodi napravljeni kao neprekinuti klizni prstenovi na koje se naslanjaju četkice koje dovode struju iz vanjskog izvora. Kako se radi o neprekinutim kliznim prstenovima, na njima nema izraženog iskrenja niti habanja kakvo postoji kod komutatora, iako neko manje habanje uvijek postoji. Druga prednost elektromagneta na rotoru je da se njegova jakost može regulirati promjenom iznosa električne struje kojom se napaja.
Sinkroni generator može sam napajati svoj rotor (kroz prikladni ispravljač), no da bi takav generator kod pokretanja uopće počeo proizvoditi ikakav napon potrebno je da u željeznoj jezgri rotora ipak postoji nešto stalnog magnetizma (bilo kao ugrađeni stalni magnet, bilo kao remanentni magnetizam željezne jezgre). Takva izvedba se obično ugrađuje u automobile (automobilski alternator ili „dinamo“ je uobičajeno trofazni sinkroni izmjenični generator s ispravljačem, dakle to nije istosmjerni generator; razlog jest trajnost, manja masa, veličina te stoga i cijena).
Veliki sinkroni generatori obično traže vanjski izvor električnog napajanja za pogon svojih elektromagneta u rotorima. Taj vanjski izvor je obično manji generator montiran često na istu osovinu, i naziva se uzbudnik.
Sinkroni generator može na rotoru imati jedan magnet (ili elektromagnet), dakle to je rotor s dva magnetska pola, odnosno s jednim parom polova, a može imati i nekoliko magneta, dakle nekoliko pari polova. što je veći broj pari polova, to je sporije potrebno okretati generator da se postigne isti izlazni napon i frekvencija. Ovisno o vanjskom pogonu kojim se generaotr vrti određuje se broj pari polova, a ujedno i oblik generatora.
Za brze pogone, poput parnih i plinskih turbina, planira se generator brzo okretati, tipično 3000 okretaja u minuti za 50 Hz mrežu. U tom slučaju rotor ima samo jedan par polova, te se također rotor izvodi čim manjeg promjera kako bi se ograničila naprezanja zbog centrfugalne sile. Rotor se izvodi odgovarajuće izduženiji kako bi nadoknadio prostor izgobljen smanjenjem promjera. Takvi generatori se nazivaju turbogeneratori.
Za spore pogone, poput Kaplanove turbine u hidroelektranama se očekuje mali broj okretaja, stoga rotor generatora mora imati odgovarajuće veliki broj pari polova, često i preko 30 pari. Takav rotor se obično izvodi širokog promjera, kako bi smjestio sve polove, a ujedno je rotor kratak, i ta izvedba sporog generatora se zbog primjene u hidroelektranama naziva hidrogenerator.
Izmjenični generator u kojem je rotor izveden kao kavezni rotor jest asinkroni generator. U asinkronom generatoru se rotor mora okretati brže od okretnog magnetskog polja (dakle brže od rotora odgovarajućeg sinkronog generatora), čime se postiže da se i unutar samog rotora inducira napon, koji stoga uzrokuje protjecanje struje kroz kavezni rotor i time rotor počinje proizvoditi magnetsko polje kao i u svakom drugom izmjeničnom generatoru.
Asinkroni generator dakle traži da je priključen na mrežu u kojoj već postoji izmjenični napon, dakle on ne može samostalno napajati mrežu.